# Campeonato Mundial de Tiro con Arco al Aire Libre de 1957
El XVIII Campeonato Mundial de Tiro con Arco al Aire Libre se celebró en Praga (Checoslovaquia) entre el 18 y el 21 de julio de 1957 bajo la organización de la Federación Internacional de Tiro con Arco (FITA) y la Federación Checoslovaca de Tiro con Arco.

## Medallistas

### Masculino
| Evento                  | Oro                                                            | Plata                                                              | Bronce                                                          |
| ----------------------- | -------------------------------------------------------------- | ------------------------------------------------------------------ | --------------------------------------------------------------- |
| Arco recurvo individual | Oswald Smathers Estados Unidos                                 | Joseph Fries Estados Unidos                                        | Sylvester Chessman Estados Unidos                               |
| Arco recurvo por equipo | Oswald Smathers Joseph Fries Sylvester Chessman Estados Unidos | Sten-Erik Carlsson · Karl-Erik Thorsson · Alf Holstensson · Suecia | Väinö Ansala · Olavi Kallionpää · Birger Weurlander · Finlandia |

### Femenino
| Evento                  | Oro                                                    | Plata                                                        | Bronce                                               |
| ----------------------- | ------------------------------------------------------ | ------------------------------------------------------------ | ---------------------------------------------------- |
| Arco recurvo individual | Carole Meinhart Estados Unidos                         | Ann Clark Estados Unidos                                     | Betty Schmidt Estados Unidos                         |
| Arco recurvo por equipo | Carole Meinhart Ann Clark Betty Schmidt Estados Unidos | Eliška Šafránková Irena Břízová Věra Kutilová Checoslovaquia | Joyce Warner Sadia Miles Patricia Flower Reino Unido |

## Medallero
| Núm. | País           | Oro | Plata | Bronce | Total |
| ---- | -------------- | --- | ----- | ------ | ----- |
| 1    | Estados Unidos | 4   | 2     | 2      | 8     |
| 2    | Checoslovaquia | 0   | 1     | 0      | 1     |
| 2    | Suecia         | 0   | 1     | 0      | 1     |
| 4    | Finlandia      | 0   | 0     | 1      | 1     |
| 4    | Reino Unido    | 0   | 0     | 1      | 1     |
|      | TOTAL          | 4   | 4     | 4      | 12    |